# Moina rectirostris
Moina rectirostris är en kräftdjursart som först beskrevs av Franz von Leydig 1860.  Moina rectirostris ingår i släktet Moina och familjen Moinidae. Inga underarter finns listade i Catalogue of Life.